# فانوس کاغذی

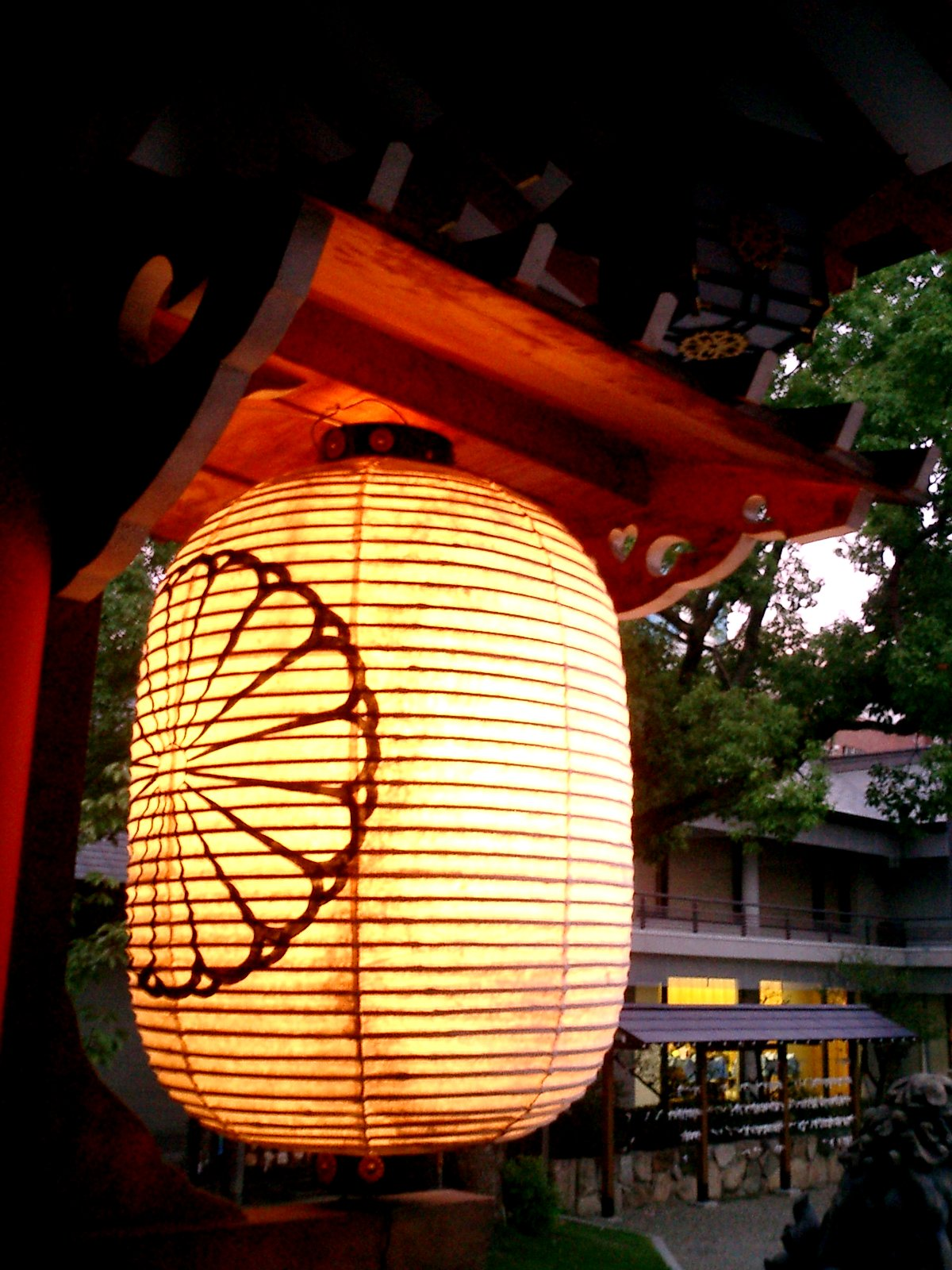
چوچین، فانوس کاغذی ژاپنی

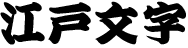
خطاطی چوچین موجی

فانوس کاغذی به شکل و اندازه‌های گوناگونی می‌آید . ساده‌ترین نوع آن جعبه‌ای کاغذی با شمعی در داخل آن است. انواع پیچیده‌تری نیز هست که از بامبو (نی) تا شدنی یا حلقه‌های معدنی با پوشش کاغذی درست می‌شود .
فانوس‌های کاغذی در ژاپن و چین رایج و مشهور است، و معمولاً در جشن‌ها استخدام می‌شود . فانوس کاغذی در ژاپن به چوچین (提灯) معروف است، و حتی یک نوع خطاطی مخصوص به خود به نام چوچین موجی (提灯文字) دارد .